# آذرستون
آذرستون، نام مجموعه موسیقی‌ای است از محمدرضا شجریان که با همکاری  محمد موسوی اجرا شد. این اثر به‌صورت رسمی منتشر نشده و معروف به اجرای خصوصی در دسترس علاقه‌مندان این موسیقی است.
ترانهٔ «غلام نرگس مست تو تاجدارانند»، در دستگاه سه‌گاه اجرا شده و شعر آن از حافظ و باباطاهر است.
ترانهٔ «آذرستون»، در آواز شوشتری و دشتستانی اجرا شده و شعر آن، غزلی است که به مولوی منسوب است، و چند دوبیتی از باباطاهر.